# 池村平太郎
池村 平太郎（いけむら へいたろう、1887年（明治20年）12月16日 - 1954年（昭和29年）12月17日）は、明治末から昭和前期の教育者、政治家。衆議院議員、旧制中学校長。

## 経歴
三重県安濃郡野田村（神戸村を経て現津市野田）で、池村浅次郎の長男として生まれる。1908年（明治41年）3月、三重県師範学校を卒業。小学校訓導を務め、1909年（明治42年）12月、文部省教員検定試験で博物科に合格した。
1912年（明治45年）3月、三重県の伊賀実科高等女学校教諭に就任。以後、福岡県立柳河高等女学校教諭、福岡県立若松中学校教諭、福岡県師範学校教諭、和歌山県立海南中学校教諭を歴任。
1925年（大正14年）3月、和歌山県立日高高等女学校長に就任した。以後、和歌山県立の新宮高等女学校長、粉河中学校長を経て、1933年（昭和8年）8月、和歌山県立伊都中学校長となった。和歌山県史蹟名勝天然記念物調査委員、同県思想指導委員会伊都支部長も務めた。教育功労者として、1940年（昭和15年）10月には文部大臣から、1942年（昭和17年）2月には和歌山県教育会長からそれぞれ表彰された。
1946年（昭和21年）2月に伊都中学校長を退職し、同年4月、第22回衆議院議員総選挙に和歌山県選挙区から出馬して当選し、第23回総選挙には出馬せず衆議院議員を1期務めた。この間、民主党に所属した。
1953年（昭和28年）1月、和歌山県より『和歌山県移民史』の編纂を委嘱され、知事公室企画広報課勤務として編纂作業に従事し、九割ほどまで進捗していた1954年12月に伊都郡応其村大字伏原（現橋本市）の自宅で心臓麻痺のため死去した。

## 著作
- 『文化の祟り : 現代人に捧ぐ』南郊社、1932年。
- 『国民体位向上への新提言』隆文堂、1937年。
- 『和歌山県移民史』和歌山県、1957年。